# 小行星25183
小行星25183（25183 Grantfisher）是一颗绕太阳运转的小行星，为主小行星带小行星。该小行星于1998年9月发现。

## 轨道参数
小行星25183的轨道半长轴为440 814 023 km（2.9466178 UA），离心率为0.102。